# Boenninghausenia
Boenninghausenia es un género de plantas con flores con 2 especies, perteneciente a la familia Rutaceae. Son nativos de las regiones montañosas desde el  Himalaya hasta Japón.
Son pequeños arbustos o subarbustos perennes con base ramificada que alcanza los 30-60 cm de altura. Tallos rojizos glabros y a veces pubescentes. Las hojas son alternas 3-5 pinnadas, enteras y pecioladas. Las flores son pequeñas de color blanco agrupadas en cimas. El fruto es una cápsula con semillas negras.

## Especies
- Boenninghausenia albiflora
- Boenninghausenia japonica